# Pontoméduse
Dans la mythologie grecque, Pontoméduse (en grec ancien Ποντομέδουσα / Pontomédousa) est une Néréide, fille de Nérée et de Doris, citée par Apollodore dans sa liste de Néréides. 

## Étymologie
Pontoméduse vient du grec ancien "Ποντομέδουσα / Pontomédousa", composé de "πόντος / póntos" signifiant mer et de "Μέδουσα / Médousa" signifiant Méduse.

## Famille
Ses parents sont le dieu marin primitif Nérée, surnommé le vieillard de la mer, et l'océanide Doris. Elle est l'une de leur multiples filles, les Néréides, généralement au nombre de cinquante, et a un unique frère, Néritès. Pontos (le Flot) et Gaïa (la Terre) sont ses grands-parents paternels, Océan et Téthys ses grands-parents maternels.